# La Marche (film, 2013)
Cet article concerne le film de Nabil Ben Yadir. Pour le film de Michel Audiard, voir La Marche (film, 1951).
Pour les articles homonymes, voir La Marche (homonymie).
Pour plus de détails, voir Fiche technique et Distribution.
La Marche est un film franco-belge réalisé par Nabil Ben Yadir, sorti en 2013.
Il relate de manière romancée l'histoire de la marche pour l'égalité et contre le racisme de 1983. Sorti à l'occasion du trentième anniversaire de l’évènement, le film est un échec critique et public. Si certains des protagonistes de la marche de 1983 trouvent que le film est fidèle à l'esprit de ce mouvement, d'autres jugent que l'aspect politique a été minoré ou que le film s'éloigne trop de la vérité historique. 
Une polémique se crée en marge de la sortie du film à cause d'une chanson qui ne fait pas partie de la bande originale mais lui est associée où le rappeur Nekfeu s'en prend au magazine Charlie Hebdo. Il regrettera ces termes après l'attentat qui touchera la rédaction du journal en 2015.

## Synopsis
Ce film est librement inspiré de la marche pour l'égalité et contre le racisme (dite « marche des Beurs ») qui s'est déroulée en 1983. Il suit l'histoire des fondateurs de ce mouvement et des marcheurs permanents.
Parmi les événements relatés, le meurtre de Toufik Ouanes, l'un des faits générateurs de la marche.

## Fiche technique
- Titre : La Marche
- Réalisateur : Nabil Ben Yadir
- Scénario : Nabil Ben Yadir, Nadia Lakhdar et Ahmed Hamidi, avec la collaboration de Romain Compingt et Mohamed Hamidi
- Musique : Stephen Warbeck
- Sociétés de production : Chi-Fou-Mi Productions, EuropaCorp
- Société de distribution : EuropaCorp Distribution
- Pays d'origine :  France,  Belgique
- Lieu de tournage :  France
- Langue originale : français
- Genre : comédie dramatique et historique
- Durée : 120 minutes
- Budget :
- Dates de sortie : 
  -  Belgique,  France,  Suisse : 27 novembre 2013

## Distribution
- Olivier Gourmet : Christophe Dubois
- Jamel Debbouze : Hassan
- Charlotte Le Bon : Claire
- Hafsia Herzi : Monia
- Tewfik Jallab : Mohamed
- Vincent Rottiers : Sylvain
- Lubna Azabal : Kheira
- Nader Boussandel : Yazid
- Philippe Nahon : René
- M'Barek Belkouk : Farid
- Simon Abkarian : le père de Farid
- Samira Sedira : la mère de Farid
- Mohamed Oubajjit : le père de Mohamed
- Corinne Masiero : Dominique, la mère de Sylvain
- Malik Zidi : Philippe, le RG
- Rufus : François, le pasteur
- Philippe Lefebvre : Alain Bernard, RG
- Frédéric Souterelle : journaliste
- Brice Fournier : animateur MJC Avignon
- Pierre Laplace : Xavier, RG
- Philippe Peythieu : RG Strasbourg
- Stéphane Bissot : infirmière Dubois
- Kévin Azaïs : Rémi
- Cyril Mendy : Coupe Afro
- Bouraouïa Marzouk : Khadija
- Jean-Henri Compère : Francis
- Karine Lyachenko : Françoise Gaspard
- Monique Mauclair : Christiane
- Pierre-André Gilard : gitan Ricco Boulanger
- Zahra Addioui : maman de Toufik
- Françoise Miquelis : Georgina Dufoix
- Mohamed El Hafi : Hamadi
- Mustapha Abourachid : militant Levallois
- Benjamin Lavernhe : Thomas
- Arthur Orcier : Vincent
- Finnegan Oldfield : animateur radio Cimade
- Solange Milhaud : Amélia
- Emiliano Suarez : Felipe

## Production
La Marche est le premier long métrage produit par la société dirigée par Hugo Sélignac, Chi-Fou-Mi Productions. Le budget du film s'élève, avant tournage, à 10 600 000 €, dont une coproduction de France 3 Cinéma et de la société belge Entre Chien et Loup, un pré-achat de Canal + et 297 000 euros de subventions de la région Ile-de-France. Le tournage s'est déroulé du 11 février au 26 avril 2013.

## Accueil

### Accueil critique
En dépit d'un soutien institutionnel important (François Hollande organise une projection  du film à l'Élysée, Bertrand Delanoë à l’Hôtel de Ville, François Lamy au Ministère de la ville, Claude Bartolone à l’Assemblée Nationale et Jean-Pierre Bel au Sénat), le film est sévèrement jugé par certaines critiques : Le Nouvel Observateur, dans les pages communautaires de son site internet, y voit un « film inutile et caricatural », rue89 « un film lisse et consensuel » Le Monde un film « déconnecté du réel ». Télérama y voit un film qui « surprend par sa franchise ». Le journal L'Humanité est plus indulgent qui note « un film pavé de bonnes intentions ».

### Accueil public
Avec seulement 120 139 entrées en 7 jours sur 404 salles à travers la France, et à peine 31 714 spectateurs la semaine suivante (sur 376 salles) – soit un total officiel de 151 853 entrées au box office – pour un objectif initial de 2 millions d'entrées, le film s'est avéré être un échec public, le condamnant à disparaître très rapidement de l'affiche, en dépit du fait qu'il atteindrait chez ses spectateurs un taux de satisfaction de 85 % selon un sondage du magazine Écran Total. Il semble que le fait que le film ait été projeté au Palais de l'Élysée pour y être vu par le président François Hollande, ainsi qu'au Ministère de la ville, à l'Assemblée nationale et au Sénat ait fait passer l'idée auprès du public qu'il s'agissait d'un film « convenu » et « récupéré ». En date du 20 mars 2015, 209 membres de l'Internet Movie Database ont coté ce film 5,9/10, tandis qu'il se voit attribuer une moyenne de 2,5/5 sur 1 297 notes dont 330 critiques sur Allociné.

### Réactions à la vision historique présentée par le film
Djamel Attalah, l'un des principaux organisateurs de la marche de 1983, commente que « bien sûr, ce n'est pas la véritable histoire qui est racontée, tout le monde le sait » ; il juge cependant que « l'ambiance de groupe est assez bien retranscrite » et considère le film comme utile pour le grand public, car il entretient la mémoire de l'évènement et peut inciter ceux qui le souhaitent à se renseigner plus avant.
Le père Christian Delorme estime quant à lui que « le réalisateur est resté fidèle à l'esprit de [leur] mouvement pacifiste »
Julien Dray, un des fondateurs de SOS Racisme, a déclaré que ce film sur la Marche des beurs était « une réécriture de l'histoire ». Il rappelle que s'il s'agit d'un mouvement « spontané et généreux », la marche ne s'est pas faite sans relais politique, soulignant l'importance qu'ont eues à l'époque Georgina Dufoix et l'ancienne maire de Dreux, Françoise Gaspard. Il souligne en outre que beaucoup de marcheurs étaient selon lui des militants de gauche qui s'inquiétaient de l'avancée du Front national, et il insiste sur le fait que la marche n'a pas été inutile puisqu'elle a permis l'obtention de la carte de séjour de dix ans ainsi qu'une « une prise de conscience d'une vérité qu'on voulait occulter. »
Farida Belghoul, initiatrice en 1984 de la « seconde marche », considère que ce film sur la première marche est une histoire entièrement reconstruite ne comportant « aucune référence à la réalité historique » ; elle souligne de nombreuses erreurs comme la présence d'affiches du mouvement Convergence 84 - qu'elle a co-fondé l'année suivante - ainsi que des scènes et des détails inventés comme l'agression d'une  jeune maghrébine à qui l'on grave au rasoir une croix gammée sur le dos, et la présence anachronique de drapeaux arc-en-ciel LGBT lors de la manifestation à Paris.
L'acteur Tewfik Jallab souligne en revanche que « Tout est réel [...] L'épisode de la croix gammée n’a pas eu lieu sur le mouvement de la marche mais il a eu lieu à Bondy à la même période : c’était une spécialité en France, le cutter c’était l’arme préférée des racistes [...] on a gommé beaucoup de choses, parce que ça aurait été insoutenable ».

### Polémique concernant une chanson en marge du film

#### Lors de la sortie deLa Marche
En marge de la sortie du film, un collectif de rappeurs diffuse le 22 novembre 2013 sur YouTube une chanson intitulée Marche, dans laquelle le rappeur Nekfeu, membre du collectif parisien 1995, interprète notamment la phrase « Je réclame un autodafé pour ces chiens de Charlie Hebdo. » Il s'agit d'un morceau collectif enregistré par 12 rappeurs de styles et d'âges différents. Chaque rappeur a enregistré seul son couplet en studio, ne prenant en général connaissance du morceau entier et de la teneur des autres participations que lors de sa publication. 
Dans le journal Le Monde du 25 novembre, la rédaction du magazine satirique réagit à la chanson par un communiqué : « Charlie Hebdo découvre avec effarement la violence des paroles de la bande originale du film La Marche à son encontre. Ainsi, la chanson Marche (…) reprend les propos que tient habituellement l'extrême droite musulmane lorsqu'elle évoque notre journal ». La rédaction de Charlie Hebdo rappelle que l'organisation terroriste Al-Qaïda, a prononcé une condamnation à mort contre le dessinateur Charb quelques mois plus tôt. « Nous avons l'habitude de ces appels à la haine, de nous faire traiter de « chiens » d'infidèles. (…) Nous sommes juste très surpris que le réalisateur Nabil Ben Yadir d'un film clairement antiraciste, qui rend hommage à un événement majeur dans l'histoire de la lutte pour l'égalité des droits, ait choisi de l'illustrer par une chanson en totale opposition avec son œuvre ». Le journal indique néanmoins, par la voix de son avocat dans le Figaro, ne pas envisager de poursuites judiciaires.
Contacté par le Figaro et le Monde, le rappeur refuse de commenter le morceau,. Le Monde interroge d'autres rappeurs du collectif, notamment Disiz, le producteur du morceau, qui déclare : « Charlie Hebdo brandit sa carte de caricaturiste à chaque fois qu'on le critique, laissez-nous brandir la nôtre. Nous aussi, on a le droit à l'outrance, à l'humour » tandis que Taïro affirme trouver « ridicule » ce couplet : « Ça n'a pas plus de sens de dire : « Ces chiens de Charlie Hebdo » que d'être effaré par la prétendue violence d'un rappeur. […] Le film ne défend pas les musulmans, il défend les enfants d'immigrés. Nekfeu a voulu défendre ses copains musulmans aujourd'hui, mais ce n'était pas l'endroit pour le faire. » Imhotep, qui n'a pas participé au morceau mais parle en tant que membre d'IAM, groupe dont est membre Akhenaton qui lui fait partie du collectif, déclare qu'il ne trouve pas Charlie Hebdo drôle sur les sujets que le journal connait mal, tels que le rap et l'Islam, mais rappelle qu'avant de brûler ce journal, « il y a un paquet d'autres ouvrages à brûler en priorité, dont Mein Kampf. »
Le producteur du film, Hugo Sélignac indique ne jamais avoir prévu que ce morceau soit intégré à la bande originale du film mais qu'il a en effet donné son accord « pour que la typographie de la pochette et de l'affiche du film soient la même ». Il estime qu'il n'avait néanmoins pas à « valider les paroles » et défend « la liberté d'expression de tous, celles des rappeurs comme celle de Charlie Hebdo. »
Dans Marianne du 28 novembre, le journaliste Jack Dion dénonce une « sentence digne d’une fatwa » et s'étonne que « des appels à l’autodafé d’un journal, quel qu’il soit, puissent avoir droit de cité sans susciter l’indignation qu’ils méritent » car, selon lui, « dans un contexte de folie intégriste et de repli communautariste, on passe vite de la parole agressive au geste définitif ».

#### Après l'attentat contreCharlie Hebdoen 2015
Lors de l'attentat contre Charlie Hebdo du 7 janvier 2015 qui a fait douze morts et onze blessés, la polémique est rappelée par certains titres de la presse française et internationale,,. Le rappeur Nekfeu, auteur du couplet polémique, exprime son « regret » concernant ce morceau, affirmant qu'il ne s'agit que « de piques lancées de part et d'autre et les auteurs de Charlie Hebdo n'avaient ni porté plainte ni donné suite à cette querelle qu'ils avaient clôturée par une caricature de moi à leur habitude. » Après des Attentats du 13 novembre 2015, un article de Slate rappelle cette polémique, précisant que Nekfeu s'était senti « très con » après l'attentat contre Charlie Hebdo et précisant que la posture d'un rappeur, qui peut être « maladroite ou parfaitement réfléchie » n'est pas à considérer comme représentative de son public.

## Distinctions

### Récompenses
- Magritte 2015 :
  - Meilleure actrice dans un second rôle pour Lubna Azabal
  - Meilleur montage pour Damien Keyeux

### Nominations
- Magritte 2015 :
  - Meilleur film
  - Meilleur réalisateur pour Nabil Ben Yadir
  - Meilleur scénario original ou adaptation pour Nabil Ben Yadir
  - Meilleur acteur dans un second rôle pour Olivier Gourmet